# اچ‌ام‌اس هریر (۱۸۵۴)
اچ‌ام‌اس هریر (۱۸۵۴) (به انگلیسی: HMS Harrier (1854)) یک کشتی بود که طول آن ۱۶۰ فوت (۴۹ متر) بود. این کشتی در سال ۱۸۵۴ ساخته شد.